# Шайдуллов, Мансур Каюмович
Шайдуллов Мансур Каюмович (1930 — 20 мая 2003) — депутат Совета Союза от Елабужского избирательного округа № 403 Татарской АССР.
Родился в 1930 году, татарин, член КПСС с 1960 года, образование высшее — окончил Казанский ветеринарный институт.

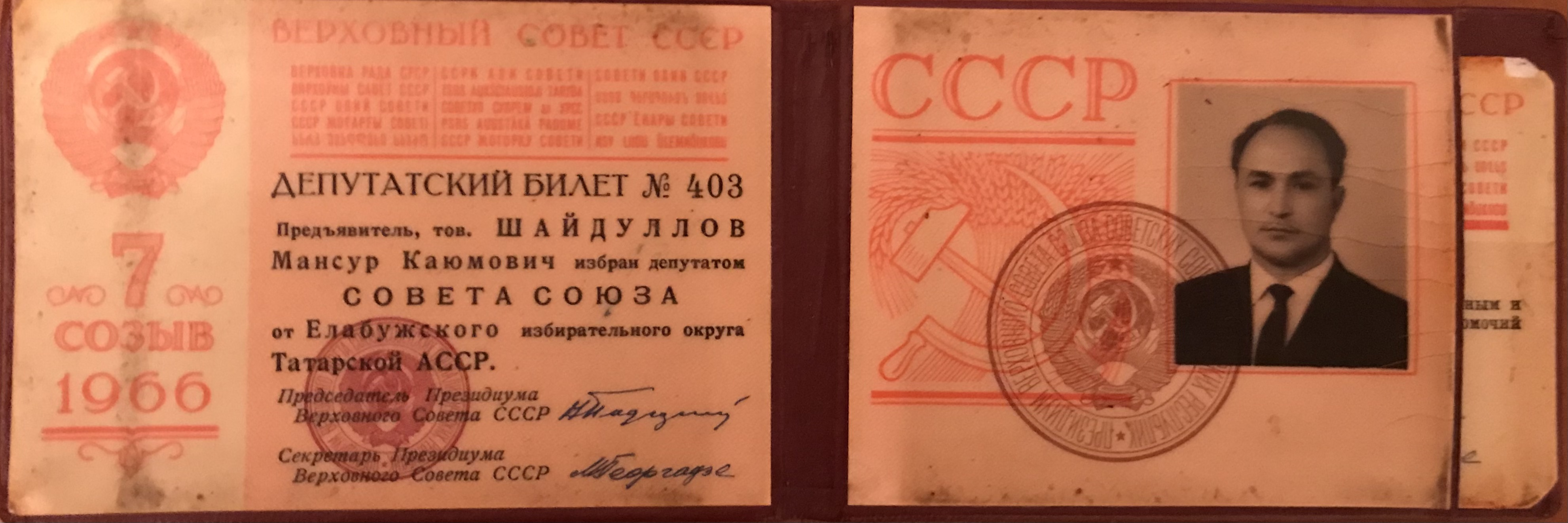
Удостоверение депутата Шайдуллова М. К.

С 1955 года, по окончании института, зоотехник МТС, главный зоотехник районной инспекции по сельскому хозяйству.
С 1960 старший, с 1962 по 1969 год главный зоотехник совхоза «Елабужский» Елабужского района Татарской АССР.
С 1969 года по 1977 год директор Татарского треста племенных совхозов.
С 1977 по 1981 год старший преподаватель Казанского ветеринарного института.
Кандидат экономических наук.
Умер 20 мая 2003 года.